# Monastère des Saints-Traducteurs
Le monastère des Saints-Traducteurs ou Targmanchats Vank (en arménien Թարգմանչաց վանք) est un monastère arménien situé dans le nord-ouest de l'Azerbaïdjan.
Probablement fondé au Xe siècle, il est abandonné à la fin du XIXe siècle.

## Situation géographique
Le monastère est situé à 15 km au nord de Dashkesan, en Azerbaïdjan, à 1 315 m d'altitude. Il est proche de la ville de Gandja.
Historiquement, il est situé dans la province d'Artsakh, une des quinze provinces de l'Arménie historique selon le géographe arménien du VIIe siècle Anania de Shirak.

## Histoire
La tradition rapporte que le monastère aurait été fondé au Ve siècle, mais les plus anciens bâtiments subsistant remontent probablement au Xe siècle. Le site est restauré aux XVIIe et XVIIIe siècles, et agrandi au XIXe siècle. Il reste actif jusqu'à la fin de ce siècle avant d'être abandonné.

## Bâtiments
Le monastère compte une église mononef voûtée, Sourp Sahak-Mesrop (« Saints-Sahak-et-Mesrop », d'après les noms des deux principaux saints traducteurs), un gavit rectangulaire voûté de 1800, une tour-clocher à deux étages de 1856, une école de 1872, un scriptorium reconstruit en 1877, un cimetière et des khatchkars ; il est entouré de murailles.